# 華麗海灣酒店

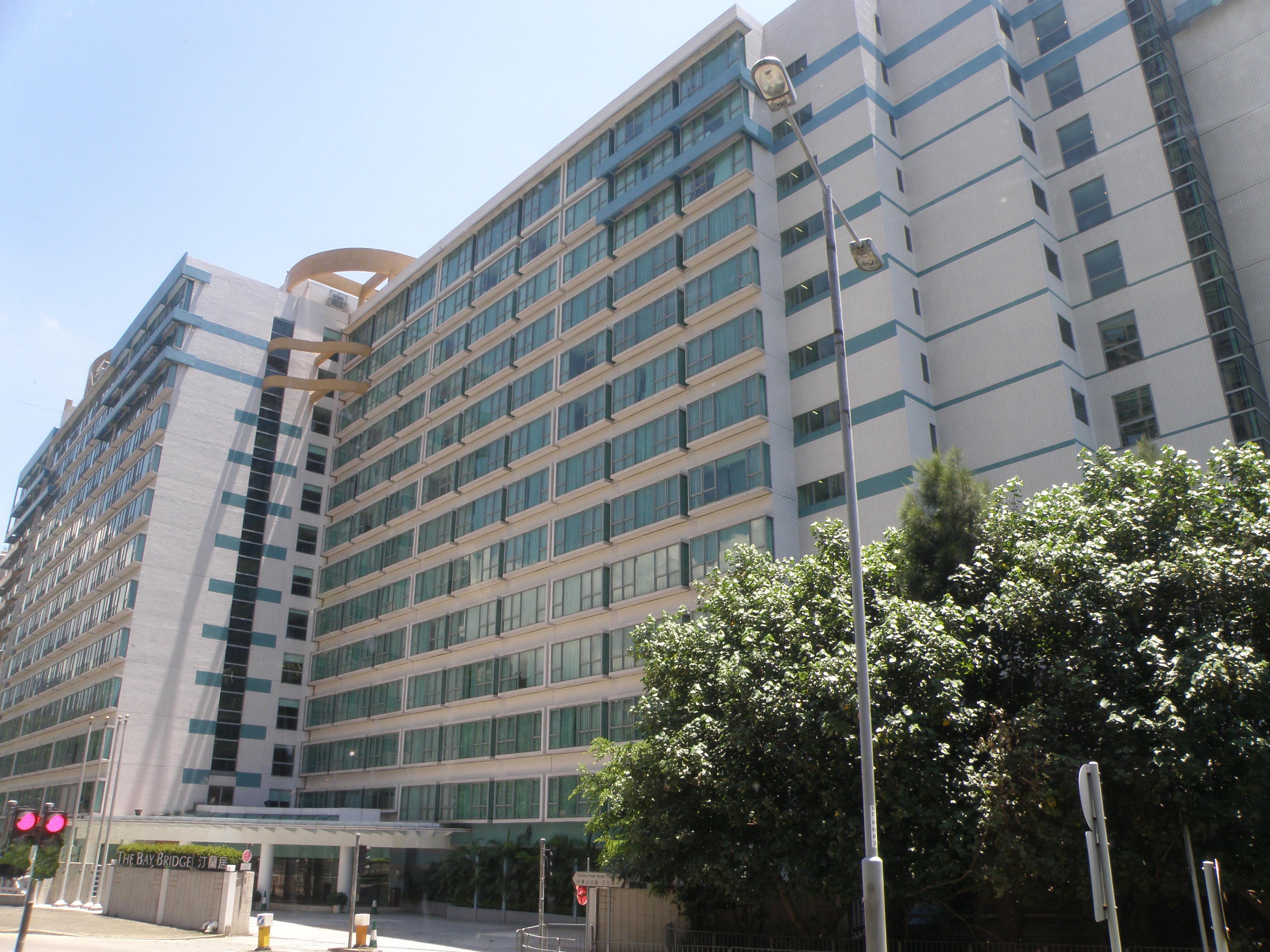
華麗海灣酒店（正門向北）

華麗海灣酒店（英語：Grand Bay View Hotel），是一間位於香港新界荃灣區汀九青山公路汀九段123號的酒店，2003年入伙。遠眺汀九橋、青馬大橋及藍巴勒海峽景致，提供開放式單位、一房單位、一房連露台單位，面積介乎440至800平方呎。
2012年，基匯資本以10億港元向恒隆地產購入汀蘭居。2017年3月，鄧成波以16.8億港元向基匯資本購入汀蘭居。
2022年3月，汀蘭居被政府徵用為2019冠狀病毒病患者、其密切接觸者以及回港旅客作社區隔離用途。因此，汀蘭居要求租客在3月12/15/17日或之前搬走，否則將會向租戶發出律師信。此舉引起租戶不滿，認為酒店安排過分倉促，並有可能涉及違約，而拒絕遷出。

2022年5月鄧成波家族以約14.2億出售汀蘭居給華大酒店投資，虧損2.6億。2023年1月起，華大接手後內部裝修整個建築物，酒店更名為「華麗海灣酒店」，2023年7月接受訂房，8月開始正式營運。大廈於外牆的名稱使用簡體字和鮮紅霓虹燈，對汀九、青衣以致深井一帶造成光汙染。酒店建築風格被民眾與中國大陸的酒店設計相比較；而網上意見認為該建築設計嚴重破壞週圍海邊景觀。